# 早期療育
早期療育（英語：Early childhood intervention），又稱早期干预、早期介入，指对小年龄的，发展偏离正常和可能偏离正常的儿童所采用的一种特殊教育手段，以便使这部分儿童所提高并获得一定的生活能力和技能。

## 定义
学术界对其定义有争议，其中观点主要有如下几种：
- 早期療育是对小年龄的，发展偏离正常和可能偏离正常的儿童所采用的一种特殊教育练手段，以便使这部分儿童的智力（或能力）有所提高并获得一定的生活能力和技能。”[1]
- 在特殊教育领域，早期療育主要指为学龄前的有各种障碍的儿童所提供的治疗和教育服务。通过帮助学龄前儿童在社会、情绪、身体和认知方面的充分发展，使其能进入正常的教育系统或尽可能少地接受特殊教育。[2]
- 早期療育是一种有组织、有目的对5-6岁以前幼儿所采取的预防、鉴别、治疗和教育、训练措施的总称，它用于发展偏离正常和可能偏离正常的幼儿。[3]
- 早期療育是针对各类婴幼儿的一系列刺激和训练活动。 [4]

## 理论依据
健康与疾病的发育起源学说描述了生命早期（孕期和胎儿期，婴儿期，幼儿期）的环境变化将影响生命后期的健康和疾病风险。而对于在围产期因各种不良因素而导致的高危儿，出生后可通过系统管理和科学早期療育，促进其损伤的恢复并提高其生活技能。在高危儿的多脏器损伤中，神经系统损伤尤为显著和严重。国内外研究表明，新生儿出生后脑和神经系统依然在发育，处于逐步成熟的过程中。人出生时的脑重量为370克；6个月时为出生时的2倍，占成人脑重的50%；1岁时接近成人脑重的60%，第二年末脑重约为出生时的三倍，约占成人脑重的75%；到3岁时脑重已接近成人。初生时大脑皮质薄，神经髓鞘未完全角成，具有很大的代偿和功能重组能力]。出生早期脑损伤所致的运动发育障碍等疾病尚处于初级阶段，而此时神经系统又具有可塑性，表现为可变更性和代偿性，这些特性使得受损脑细胞修复成为可能，因而早期療育可以通过脑细胞的可塑性，促进受损伤大脑的恢复，达到防残的目的。神经系统和脑发育的特点说明，3岁前是早期療育的黄金时期，最好的療育是从新生儿期开始。

## 療育对象
在中华人民共和国，接受早期療育的特殊儿童包括：智力障碍、听力障碍、视力障碍、自閉症、运动障碍、脑性瘫痪、多重障碍的婴幼儿。另外也有对低体重儿、早产儿以及高危儿的早期療育。

## 療育内容及措施

### 智力障碍儿童的早期療育
对智力障碍儿童的療育，主要从五大领域着手：大运动、精细动作、语言、适应性(或认知能力)和个人与社会行为(包括生活自理)。用于测查和评估智力障碍儿童训练效果的诊断量表几乎相同，在我国研究者应用到的种类有：格塞尔儿童发育量表；中国韦氏幼儿量表；幼儿适应技能评定量表；可用于1-3岁儿童智力发育筛查的象征性游戏量表；贝利婴幼儿发展量表等。

### 听力障碍儿童的早期療育
听力训练的主要内容可分为：感知声音的有无、感受声音的差异、辨听语音语调、理解声音意义等。语言训练主要包括发音练习、词汇及句子意义理解、通过复述句子或故事学会正确表达等。在训练过程中，教育人员可以使用多种辅助设备和教学软件进行教学，从而更好地调动幼儿的学习兴趣。幼儿的听力训练可以在聋儿康复中心或医院进行，但大部分研究者都强调在家庭的真实情景中由家长对幼儿进行康复训练。早期发现听力障碍儿童的方法和技术很多，目前国内主要应用的诊断技术有：婴幼儿简易测听，即在婴儿耳边突然发出声响，观察婴儿是否有眼睑反射、摩罗反射等；脑干诱发电位听力测试(ABR)，是一种电反应测听，可用于新生儿；耳声发射（OAE），也是借助电子仪器测查儿童的听力状况。婴幼儿一旦被发现有听力障碍，那么需要及时佩戴助听器或电子耳蜗，同时需要进行听力训练和语言训练。

### 视力障碍儿童的早期療育
对视力障碍儿童的早期療育的内容主要包括：运动技能训练、感知觉训练、语言训练、面部表情和常用姿态训练、生活自理训练，还有一项特殊的训练为定向行走能力训练，即帮助视力障碍儿童学会辨别方向和独立行走。对学龄前儿童的视力测试，可以使用《儿童图形视力表》，但对2岁以下婴幼儿，一般仅能根据其视觉发育的规律，对其视觉行为进行观察，从而作出粗略的估计。另外，还可以使用STYCAR字母匹配的视力测验卡片对学龄前儿童进行测试。另外，通过实物测查，比如要求儿童辨认乒乓球或硬币也是一项常见的技术。

## 療育效果及意义
多中心研究结果显示：中华人民共和国29家医院中观察2680例早产儿，對照组在1岁时脑瘫发生率35.5‰（46/1294），治療组1岁时为9.4‰（13/1390）。中华人民共和国每年新生儿出生2000万，150万早产儿，每年有4.5万脑瘫儿发生。早期療育可避免2/3以上早产儿发生脑瘫，每年可减少3万脑瘫儿。
一项对低出生体重早产儿进行的随机对照研究发现，那些在出生后三年内接受系统療育的低出生体重早产儿，发生智力残疾的比例显著低于对照组。8 岁时，在治療组儿童的认知和学术成就水平与正常儿童没有差别，学习成绩显著好于对照组。对早期療育的长期随访研究证实：治療组早期接受系统管理和科学療育，其后期智力、阅读等分数显著高于对照组，随访到21岁发现，治療组更多的完成大学学业。
。